# کلودنیچا
کلودنیچا (به انگلیسی: Kłodnica) رودخانه‌ای به‌طول ۷۵ کیلومتر (۴۷ مایل) است که در لهستان جریان دارد.